# 诺加罗莱罗卡
诺加罗莱罗卡（義大利語：Nogarole Rocca），是意大利威尼托大区维罗纳省的一个市镇。总面积29.24平方公里，人口3464人，人口密度118.5人/平方公里（2009年）。国家统计（ISTAT）代码为023054。